# Noua Guinee Germană
Noua Guinee Germană (în germană Deutsch-Neuguinea) a fost un protectorat al Imperiului German în vestul Oceanului Pacific. Format ca urmare a presiunilor lobby-ului colonial german începând cu 1884, s-a extins până în 1899 prin anexări și preluări succesive, până când a inclus aproape toate arhipelagurile din Micronezia, Nauru, nord-estul Noii Guinee și insulele din jur. Împreună cu Samoa Germane, a fost una dintre cele două componente ale imperiului colonial german din Pacific. Ocupat în septembrie 1914 de trupele japoneze (la nord de Ecuator) și australiene (la sud), protectoratul a fost împărțit în trei mandate ale Ligii Națiunilor prin Tratatul de la Versailles din iunie 1919.